# Lobobunaea aethiops
Lobobunaea aethiops är en fjärilsart som beskrevs av Rothschild 1907. Lobobunaea aethiops ingår i släktet Lobobunaea och familjen påfågelsspinnare. Inga underarter finns listade i Catalogue of Life.